# Gypona obstinata
Gypona obstinata är en insektsart som beskrevs av Delong och Freytag 1962. Gypona obstinata ingår i släktet Gypona och familjen dvärgstritar. Inga underarter finns listade i Catalogue of Life.